# Cadenza

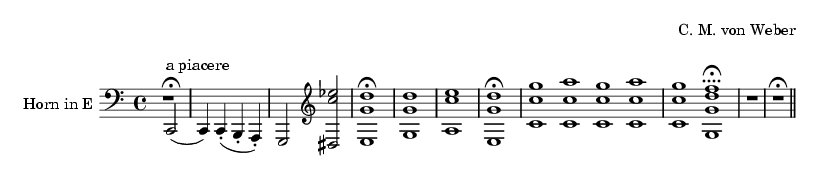
Weber horn concertino cadenza.

Cadenza é uma passagem virtuosística, frequentemente baseada em temas expressos anteriormente na obra, na qual o solista tem oportunidade de mostrar sua técnica. A cadenza, que inicialmente era executada de improviso e sempre no final de um movimento em um concerto, terminava com um trinado, indicando a reentrada para a orquestra. Nas árias da capo, eram colocadas antes da cadência final da primeira seção.
É importante não confundir "cadenza", que é a passagem na qual o músico tem oportunidade de improvisar sobre o tema dado, com "cadência", que é um tipo específico de intervalo cuja função é finalizar uma frase, seção ou obra musical.

## História
Criada no período Barroco, a cadenza, quando inserida em uma ária, deveria ser executada em uma respiração. No concerto, era construída sobre um pedal da dominante. A execução era feita apenas pelo solista, sem acompanhamento.
No Classicismo, a cadenza era indicada por uma fermata num acorde de quarta ou sexta. Mozart introduz a cadenza temática, baseada no movimento ao qual pertencia. Beethoven passa a escrever as "cadenzas" em suas obra, em que é imitado pelos outros compositores. A cadenza aumenta muito em tamanho. Posteriormente, a cadenza aparece em outros lugares da peça e a ser tocada com o resto da orquestra.
A cadenza foi evoluindo e, com o passar do tempo, foi sendo "permitido" executar a mesma, com ou sem acompanhamento e sem temas marcados. 